# عامل (منصب)
العامل في الدولة الإسلامية هو رئيس وحدة إدارية تسمى العمالة، وهو يلي الوالي درجة.

## تاريخ
كانت الدولة الإسلامية إبان الخلافة الإسلامية تقسم أقاليمها إلى وحدات إدارية تسمى الواحدة منها ولاية. وتقسم الولاية إلى وحدات اصغر تسمى كل واحدة منها عمالة.ويتولى الولايةَ والٍ أو أميرٌ، بينما يترأس العمالةَ عاملٌ أو حاكمٌ.
وقد استخدم هذا النظام في الدولة المهدية بالسودان. ويستخدم حالياً في المملكة المغربية.